# Chilades eleusis
Chilades eleusis är en fjärilsart som beskrevs av Demaison 1888. Chilades eleusis ingår i släktet Chilades och familjen juvelvingar. Inga underarter finns listade i Catalogue of Life.